# Stylogomphus ryukyuanus
Stylogomphus ryukyuanus là loài chuồn chuồn trong họ Gomphidae. Loài này được Asahina mô tả khoa học đầu tiên năm 1951.